# Aish
Aishvarya Shukla (6 de junio de 1981), más conocido como Aish, es un músico, compositor y Productor discográfico estadounidense de art pop. Con el lanzamiento de los sencillos «Promise Me» y «Migrant» en 2017, Aish obtuvo reconocimiento en su país con composiciones que combinaban intrincados arreglos vocales, música clásica de cámara y electrónica contemporánea. En 2018 lanzó su álbum debut titulado Mother. Aish produce y compone toda su música.

## Discografía

### Sencillos
| Año  | Título                                |
| ---- | ------------------------------------- |
| 2016 | «Promise Me»                          |
| 2017 | «Migrant»                             |
| 2017 | «California» – cover de Joni Mitchell |
| 2018 | «Orcas»                               |

### Álbumes
| Año  | Título |
| ---- | ------ |
| 2018 | Mother |